# Накхоннайок (провинция)
Накхоннайо́к (тайск. นครนายก) — провинция в центральной части Таиланда. Площадь — 2 122 км², население — 244 873 человек (2010). Плотность населения составляет 115,40 чел./км². Административный центр — город Накхоннайок.

## Географическое положение

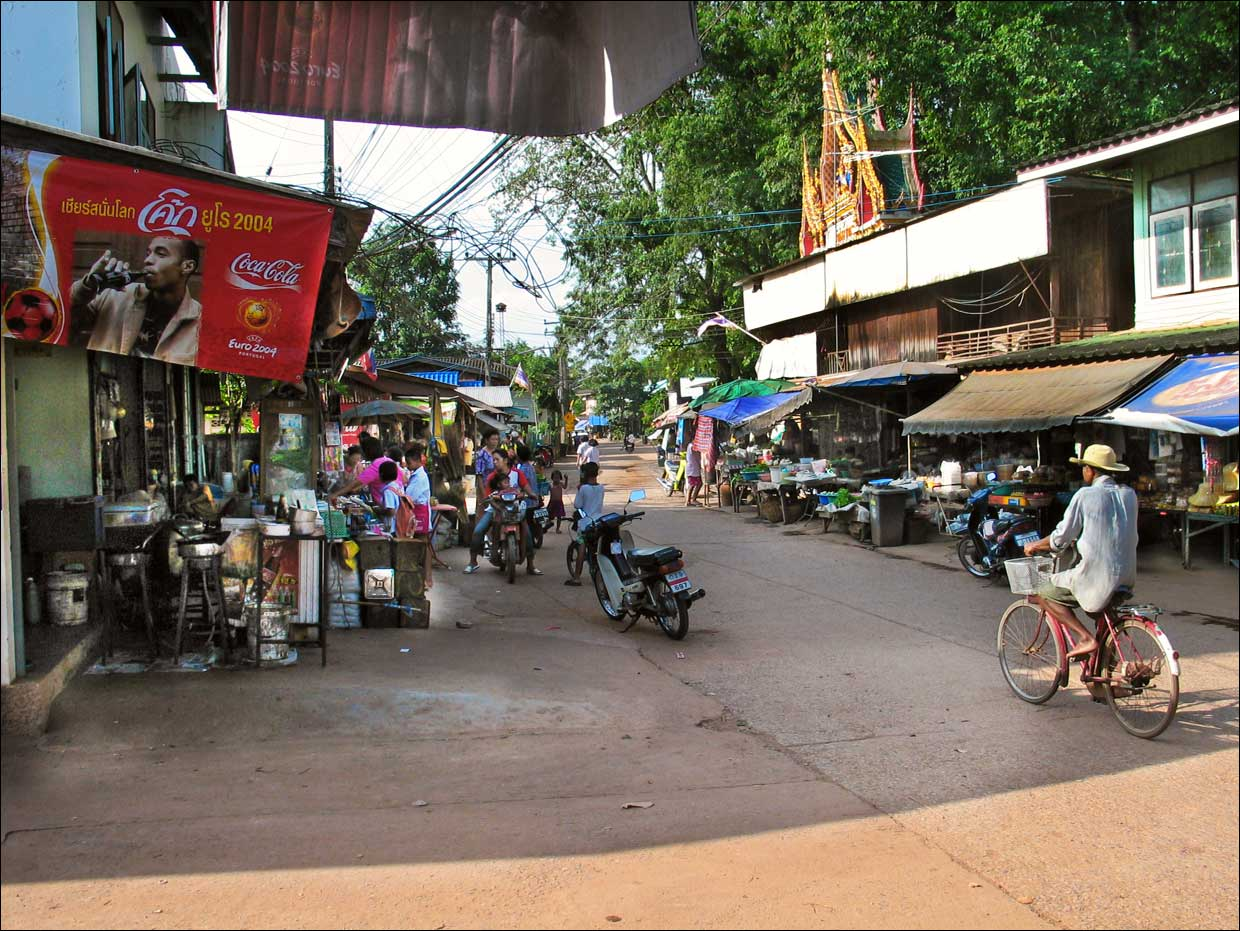
Ампхе Пакпхли, главная улица

Северная часть расположена в горах Санкампхэнг, южном продолжении системы Донгфаяйен. Центральную часть образует долина реки Накхоннайок.
На востоке Накхоннайок находится часть национального парка Кхауяй.

## Административное деление

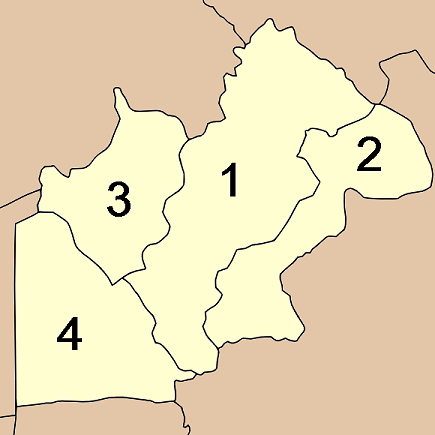
Административное деление провинции Накхоннайо́к

Провинция Накхоннайо́к административно разделена на 4 района (ампхе), которые, в свою очередь, подразделяются на 41 сельский район (тамбон) и 403 деревни (мубана):
1. Столичный район Накхоннайо́к — Mueang Nakhon Nayok (เมืองนครนายก)
2. Пакпли́ — Pak Phli (ปากพลี)
3. Банна́ — Ban Na (บ้านนา)
4. Онгкара́т — Ongkharak (องครักษ์)